# Irina Gorshkova
Irina Gorshkova (28 januari 1977) is een Belgische schaakster. Zij heeft de titel FIDE-meester voor vrouwen (WFM).
Ze werd viermaal  Belgisch kampioen bij de vrouwen (in 2000, 2001, 2003 en 2013).